# 알렉스 콥
알렉산더 밀러 콥(영어: Alexander Miller Cobb, 1987년 10월 7일~)은 미국의 프로 야구 선수로, 디트로이트 타이거스 소속의 투수이다.이전에 MLB에서 탬파베이 레이스, 볼티모어 오리올스, 로스앤젤레스 에인절스, 샌프란시스코 자이언츠, 클리블랜드 가디언스 소속으로 뛰었다. 콥은 2006년 MLB 드래프트에서 레이스에 4라운드 지명되었고, 2011년 MLB에 데뷔했다.

## 어린 시절
콥은 매사추세츠주보스턴에서 린제이 밀러-콥과 회계사인 릭 콥 사이에서 태어났다.생후 2년 동안 노스 레딩, 매사추세츠에 살다가, 부모님의 직업 때문에 가족이 비로비치로 이사했다. 어린 시절, 콥은 비로비치의 홀먼 스타디움에서 3년 동안 스프링 트레이닝 기간 동안 로스앤젤레스 다저스의 볼보이로 일했다.보스턴 레드삭스의 팬으로 성장했다.
콥은 2006년 비로비치 고등학교를 졸업했다. 재학 중3학년 때 올스테이트 투수였으며, 90이닝 동안 0.62의 평균자책점과 139개의 삼진을 기록하며 8승 2패의 승패 기록을 세웠다. 4학년 때는 스크립스 트레저 코스트 신문 올-에어리어 야구 올해의 선수로 선정되었는데, 74이닝 동안 5승 3패, 평균자책점 1.06, 139삼진을 기록했으며 타격에서는 5개의 홈런과 17개의 타점을 기록했다.또한 미식축구 팀의 쿼터백으로도 뛰었다. 콥은 클렘슨 대학교에서 대학 야구를 하기로 약속했다.

## 프로 경력

### 탬파베이 레이스

#### 드래프트 및 마이너 리그 (2006~2010)
탬파베이 레이스는 2006년 메이저 리그 베이스볼 드래프트 4라운드에서 콥을 지명했고,40만 달러의 사이닝 보너스를 받고 계약했다.2006년부터 2010년까지 레이스 산하 팜 시스템에서 뛰었다. 2006년 프린스턴에서 8.2이닝 동안 0승 0패 평균자책점 5.19를 기록했다. 2007년 허드슨 밸리에서 81.1이닝 동안 5승 6패 평균자책점 3.54를 기록했다. 2008년 콜럼버스에서 139.2이닝 동안 9승 7패 평균자책점 3.29를 기록하며 미드 시즌 SAL 올스타에 선정되었다. 2009년 샬럿에서 124.2이닝 동안 8승 5패 평균자책점 3.03을 기록했다.
2010년에는 더블A 몽고메리에서 시즌 전체를 뛰었다. 23경기(22선발)에서 7승 5패, 평균자책점 2.71(내셔널리그 4위, 레이스 구단 4위), 119.2이닝 동안 128삼진(리그 3위, 레이스 시스템 공동 4위)을 기록했으며, 선발 투수로서 9이닝당 9.51의 9이닝당 탈삼진 비율로 리그를 이끌었다.

#### 메이저 리그 (2011~2017)
콥은 2011년 5월 1일 처음으로 메이저 리그에 콜업되어 그날 데뷔했다.경기 후 마이너 리그로 다시 이관되었다. 5월 31일, 콥은 다시 메이저 리그로 복귀했다. 6월 7일,첫 메이저 리그 승리를 거두었다. 콥은 61⁄3이닝을 던졌고, 레이스는 에인절스를 4-1로 이겼다. 7월 말, 콥은 오른팔의 무감각과 부기를 경험하기 시작했다. 8월 5일 선발 등판 후,오른쪽 갈비뼈 부위의 혈전과 막힘을 제거하고 갈비뼈 일부를 제거하는 수술을 받았다. 두 차례의 수술로 그의 2011년 시즌은 종료되었다. 2011년 탬파베이에서 9번의 선발 등판으로 52.2이닝 동안 3승 2패 평균자책점 3.42를 기록했다.
콥은 2012년 스프링 트레이닝에 초대되었지만, 시즌 시작과 함께 마이너 리그 캠프로 보내졌다.부상당한 제프 니먼의 빈자리를 채우기 위해 콜업되었다. 8월 23일, 콥은 오클랜드 애슬레틱스를 상대로 첫 완투무실점을 기록했다.메이저 리그에서 23번의 선발 등판으로 136.1이닝을 소화하며 11승 9패 평균자책점 4.03으로 시즌을 마쳤다.

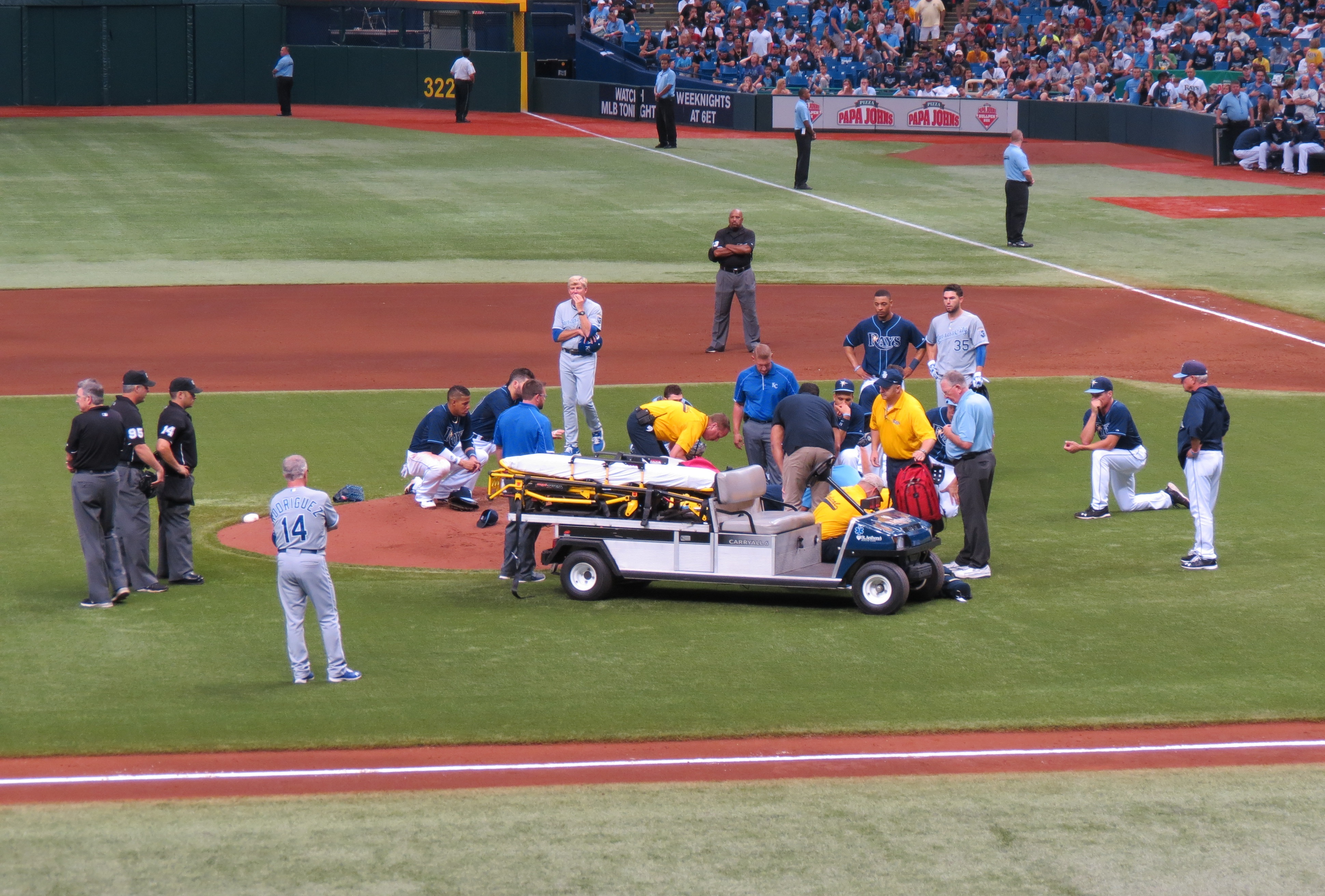
2013년 6월 15일, 라인 드라이브에 머리를 맞은 후 들것에 실려 나가는 콥.

2013년 5월 10일, 콥은 한 이닝에 타자 4명을 삼진 처리했다.또한 윌 베네이블이 낫아웃으로 출루하고 2루와 3루를 도루한 뒤, 기록된 야구 역사상 처음으로 보크로 홈에 들어오면서 그 이닝에 1점을 내주었다.
콥은 2013년 6월 15일, 캔자스시티 로열스의 1루수 에릭 호스머의 라인 드라이브 타구에 머리를 맞았다. 콥은 들것에 실려 경기장을 떠났고, 세인트피터즈버그의 베이프런트 메디컬 센터로 이송되었다. 콥은 경미한 뇌진탕과 오른쪽 귀에 상처를 입었으며, 다른 모든 스캔 및 검사는 정상으로 나왔고 다음 날 퇴원할 것이라고 보도되었다. 콥은 메스꺼움, 두통, 현훈을 겪었고 두 달 동안 결장했으며, 8월 15일에 복귀했다.
콥은 2013년 9월 22일로 끝나는 주에 아메리칸 리그 이주의 선수로 선정되었다. 2013년 22번의 선발 등판에서 콥은 11승 3패 평균자책점 2.76으로 시즌을 마쳤고(AL에서 4번째로 좋은 평균자책점을 기록하기에는 19.2이닝 부족), 타자 상대 타율은 .228을 기록했다. 그의 72.6% 땅볼 비율은 자격이 있었다면 메이저 리그에서 가장 높았을 것이다. 10승 이상을 기록한 투수들 중 그의 승률 .786은 리그에서 4번째로 좋았다. 포스트시즌 동안 콥은 2경기에 선발 등판하여 아메리칸 리그 와일드카드 게임에서 클리블랜드 인디언스를 상대로 레이스의 승리를 이끌었고, 아메리칸 리그 디비전 시리즈 3차전에서 보스턴 레드삭스를 상대로 선발 등판했다. 콥은 3차전에서 잘 던졌지만, 5이닝 후 동점 상황에서 교체되어 승리를 얻지 못했다. 경기는 레이스 포수 호세 로바톤이 끝내기 홈런을 치면서 결정되었다.
2014년, 콥은 어린 선수들이 유사한 부상을 입지 않도록 돕기 위해 고안된 제품인 isoBLOX 패딩 캡 인서트를 지지했다. 조절 가능하거나 신축성 있는 모자 아래에 착용하는 이 인서트는 2014년 메이저 리그 베이스볼에서 경기장 사용이 승인된 기술과 동일한 기술을 기반으로 한다. 콥은 "어린이들이 보호 인서트를 착용하기 시작하면, 나이가 들었을 때 자연스러워질 것"이라고 말했다. 콥은 27번의 선발 등판에서 10승 9패 평균자책점 2.87(AL 6위, 팀 역사상 4위)을 기록했다. 그의 9이닝당 7.683피안타율은 AL에서 4위, 9이닝당 0.60피홈런은 6위였다.9이닝당 3.63점으로 모든 AL 투수 중 가장 낮은 득점 지원을 받았다.
2015년 시즌 시작과 함께, 콥은 오른쪽 팔뚝 건염으로 인해 15일 부상자 명단에 올랐고, 그의 첫 개막전 선발 등판 기회를 놓쳤다. 2015년 5월 5일, 그의 팔꿈치가 부분적인 척측 측부인대(UCL) 파열로 진단되었다는 사실이 밝혀졌다. 3일 후, 그가 토미 존 서저리를 받을 것이며 2015년 시즌이 끝날 것이라고 발표되었다.
콥은 2016년 시즌을 60일 부상자 명단에서 시작했다.시즌 말에 레이스 로테이션으로 복귀했지만, 효과적이지 않았다. 5번의 선발 등판에서 22이닝을 소화하며 콥은 1승 2패를 기록했고 평균자책점 8.59를 기록했다. 콥은 토미 존 수술에서 복귀한 후 투구 방식을 완전히 바꿨다. 팔 상태와 재활 프로그램 때문에 콥은 가장 지배적이고 자주 사용하던 스플릿 핑거 패스트볼을 던질 수 없었다. 콥은 포심 속구와 향상되고 더 일반적으로 사용되는 커브볼을 다시 사용하기 시작했다.
2017년 시즌 첫 10번의 선발 등판에서 콥의 성공(평균자책점 3.82)과 그의 임박한 자유 계약 선수 자격 때문에, 레이스는 플레이오프 경쟁에서 밀리거나 콥을 잃을 만큼 충분한 깊이가 있다고 판단하면 콥을 트레이드할 의향이 있다고 보도되었다. 매트 앤드리시의 부상과 블레이크 스넬의 부진한 경기력, 그리고 콥의 잠재력이 결합되면서 레이스는 콥을 적극적으로 트레이드하지 않고 정규 시즌과 플레이오프에서 핵심 선수로 활용할 계획이라고 밝혔다. 5월과 6월 초의 부진 이후, 콥은 놀라운 징후를 보였는데, 끊임없이 경기 후반까지 투구하고, 약한 타구를 유도하며, 꾸준히 투구 수를 낮게 유지했다. 6월 9일부터 7월 26일까지, 콥은 10경기 중 9경기에서 퀄리티 스타트를 기록했으며, 그 중 6경기에서 7이닝 이상을 던졌다. 그 기간 동안5승 1패를 기록하며 평균자책점을 4.52에서 3.46으로 낮췄고, 피츠버그 파이리츠를 상대로 7이닝 동안 노히터를 기록할 뻔하기도 했다.
콥은 2017년 시즌을 29번의 선발 등판에서 177이닝 동안 12승 10패 평균자책점 3.66으로 마쳤다. 그의 헛스윙률은 16.9%로 야구 전체에서 하위 4%에 해당했다. 수비에서 그의 레인지 팩터 1.41은 AL 투수 중 최고였다.폴 C. 스미스 챔피언 상을 수상했는데, 이 상은 경기장 안팎에서 진정한 프로 정신을 가장 잘 보여준 레이스 선수에게 수여된다.

### 볼티모어 오리올스 (2018~2020)

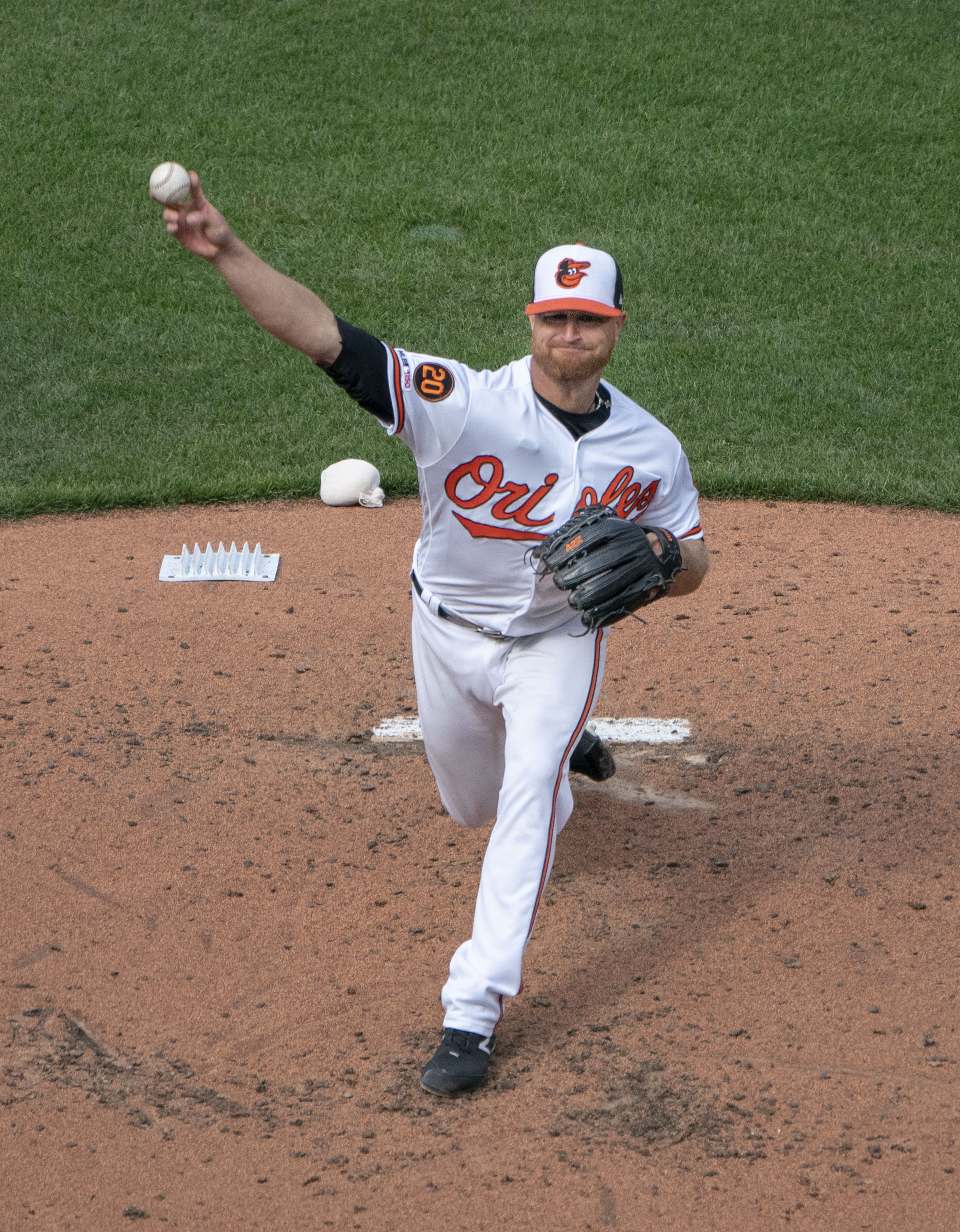
2019년 볼티모어 오리올스 소속 콥

2018년 3월 20일, 콥은 볼티모어 오리올스와 4년, 5천 7백만 달러에 계약했다. 9월 23일,물집을 악화시켜 남은 시즌 동안 결장하게 되었다.
4년 계약의 첫 시즌을 28번의 선발 등판에서 5승 15패, 평균자책점 4.90으로 마쳤다. 1521⁄3이닝 동안 102개의 삼진을 잡았다.
2019년 3월 13일, 팀은 콥이 팀의 개막전 선발 투수가 될 것이라고 발표했다. 그러나 일주일 후,오른쪽 사타구니 염좌로 인해 시즌 시작과 함께 10일 부상자 명단에 올랐다.4월 28일 요추 염좌로 세 번째로 부상자 명단에 올랐다. 부상 당시 콥은 121⁄3이닝 동안 9개의 홈런을 허용했다. 5월 22일60일 부상자 명단으로 이관되었다. 6월 11일, 콥이 고관절 수술을 받아야 한다는 사실이 밝혀졌고,남은 시즌 동안 결장할 것으로 결정되었다.
2019년,단 12.1이닝을 투구했으며, 3번의 선발 등판에서 0승 2패 평균자책점 10.95를 기록했다.
2020년 오리올스에서 콥은 10번의 선발 등판에서 52.1이닝 동안 2승 5패 평균자책점 4.30, 38삼진을 기록했다. 타자들이 그를 상대로 강한 타구를 날린 비율은 48.2%였으며, 이는 해당 부문에서 야구 투수 중 최하위 4%에 해당했다.

### 로스앤젤레스 에인절스 (2021)
2021년 2월 2일, 콥은 2루수 자마이 존스와 트레이드되어 로스앤젤레스 에인절스로 이적했다. 오리올스 또한 콥의 잔여 연봉 1천 5백만 달러 중 절반 이상을 부담하기로 합의했다. 시즌 동안물집과 오른쪽 손목 염증으로 인해 부상자 명단에 여러 번 등재되었다.
2021년,18번의 선발 등판에서 93.1이닝 동안 8승 3패, 평균자책점 3.76, 98삼진(커리어 하이인 9이닝당 9.5타자)을 기록했다.90이닝 이상 투구한 선발 투수 중 세 번째로 낮은 9이닝당 홈런 비율을 기록했다. 또한"배럴 타구율"에서 상위 94%에 속했으며, 상대 타구 중 4.2%만이 배럴 타구(높은 타구 속도와 이상적인 발사 각도)로 연결되었고, "체이스율"(타자가 스트라이크 존 밖의 공에 스윙하는 비율)에서 커리어 하이인 상위 93%를 기록했다.

### 샌프란시스코 자이언츠 (2022~2024)

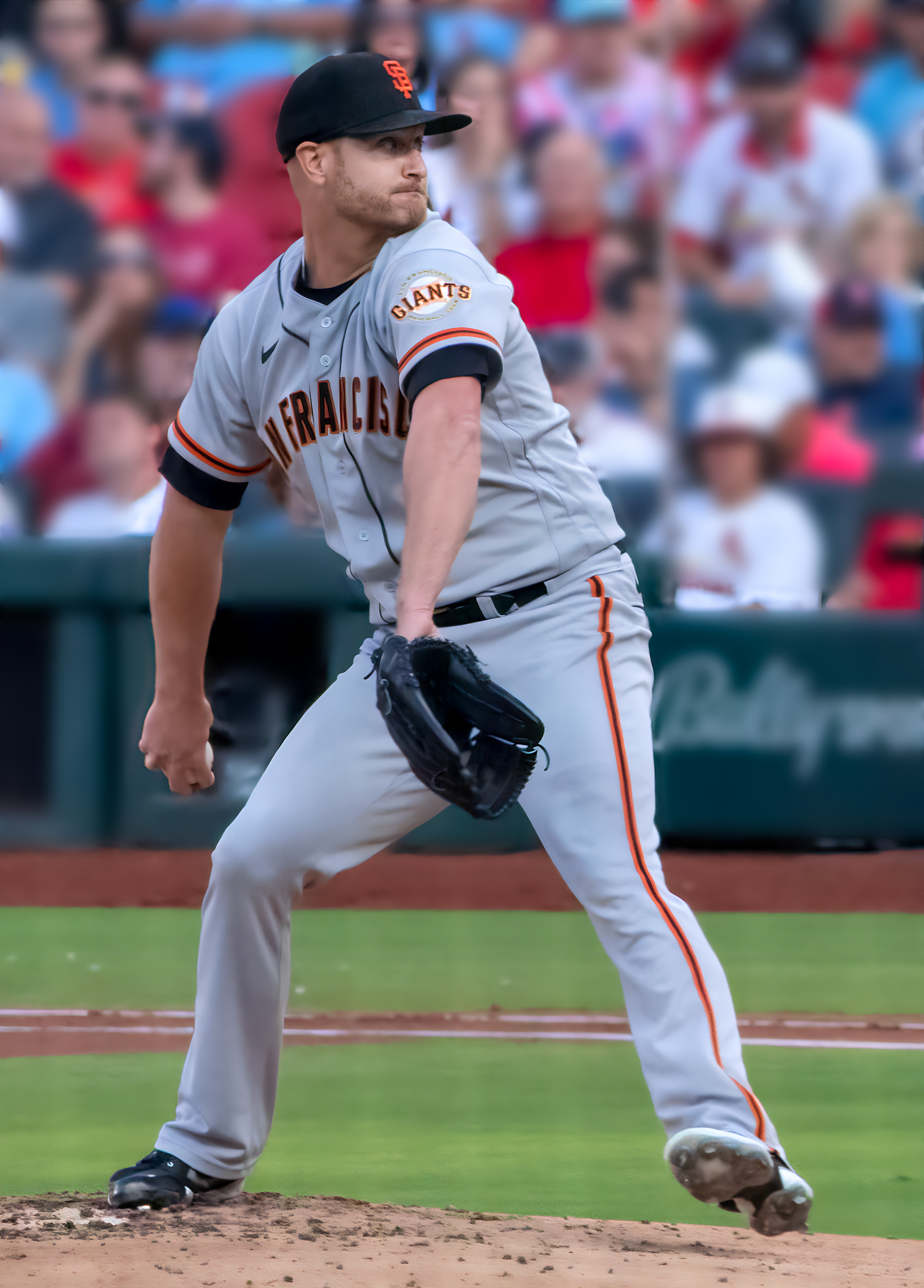
2023년 콥

2021년 11월 30일, 샌프란시스코 자이언츠는 콥과 2년 2천만 달러에 3년차 1천만 달러의 구단 옵션이 포함된 계약을 체결했다.
2022년 자이언츠 소속으로23번의 선발 등판에서 7승 8패 평균자책점 3.73을 기록했으며, 149.2이닝 동안 151개의 삼진을 잡아냈다(커리어 하이).MLB 투수 중 "최저 배럴 타구 허용률"에서 상위 4%에 속했다. 그의 삼진/볼넷 비율 3.51은 그의 커리어 최고였으며,스플리터를 42.5% 사용했는데 이는 MLB 선발 투수 중 가장 높은 스플리터 사용률이었다. 수비에서는 NL 투수 중 가장 많은 4개의 병살을 기록했다.
2023년 8월 29일, 콥은 신시내티 레즈와의 경기에서 9회까지 노히터를 기록했다. 스펜서 스티어가 2아웃 상황에서 RBI 2루타를 치며 노히터를 깼다(이 이닝 초에 볼넷으로 출루한 주자가 득점했다). 콥은 완투 승리를 거두며 자이언츠가 레즈를 6-1로 이겼다. 9회 볼넷과 2루타 외에 레즈의 유일한 출루는 3회 실책으로 인한 것이었으며, 콥의 9이닝 중 7이닝은 퍼펙트였다.131개의 투구를 던졌는데, 이는 2018년 이후 선발 투수로는 최다 기록과 동률이다. 콥은 2023년 샌프란시스코에서 28번의 선발 등판을 가졌고, 1511⁄3이닝 동안 7승 7패, 평균자책점 3.87, 131삼진을 기록했다. 시즌 후 10월 30일, 콥이 왼쪽 고관절 관절순 및 지속적인 충돌 증후군 치료를 위해 수술을 받을 것이라고 발표되었다. 2023년 11월 5일, 자이언츠는 2024년 시즌에 대한 콥의 1천만 달러 옵션을 실행했다.
2024년 시즌을 수술 재활로 시작하는 동안, 콥은 오른쪽 팔에 어깨 염증을 겪기 시작했고, 2024년 4월 20일 60일 부상자 명단으로 이관되었다.

### 클리블랜드 가디언스 (2024)
2024년 7월 30일, 콥은 마이너 리그 투수 제이콥 브레즈나한과 마이너 리그 내야수 네이트 퍼먼의 대가로 클리블랜드 가디언스로 트레이드되었다.8월 9일 부상자 명단에서 복귀했다. 9월 1일, 콥은 피츠버그 파이리츠를 상대로 7회까지 퍼펙트 게임을 이어갔으나, 이사야 키너-팔레파가 콥의 몸에 맞고 튀어오른 땅볼을 쳐서 출루하면서 기록이 깨졌다. 정규 시즌 동안 3번의 선발 등판을 마친 후, 콥은 포스트시즌에서 클리블랜드 소속으로 두 번 선발 등판하여 아메리칸 리그 디비전 시리즈 3차전과 아메리칸 리그 챔피언십 시리즈 1차전에서 패전 투수가 되었다. 이는 2013년 이후 그의 첫 포스트시즌 출전이었다.

### 디트로이트 타이거스 (2025)
2024년 12월 10일, 디트로이트 타이거스는 콥과 1년, 1천 5백만 달러에 계약했다.시즌이 시작되기 전에 오른쪽 고관절 부상을 입었다.

## 투구 스타일
콥은 4가지 구종을 던진다: 2021년 가장 많이 사용한 평균 약 93마일의 싱커와 포심 속구, 80마일 후반대의 스플리터(2021년 두 번째로 많이 사용한 구종), 그리고 80마일 초반대의 너클 커브. 2021년 2스트라이크 상황에서 그의 투구 중 거의 절반이 스플리터였다.

## 개인 생활
콥은 2014년 2월 올랜도의 디스커버리 코브에서 여자친구 켈리 레이놀즈에게 청혼했다. 그들은 2016년부터 결혼 생활을 이어오고 있으며, 2019년 3월과 2020년 7월에 태어난 두 딸이 있다.
콥의 형 R.J.는 미국 육군 장교로 이라크와 아프가니스탄에서 복무했으며 퍼플 하트 훈장을 받았다. R.J.는 알렉스보다 4살 위이다. 그들의 어머니는 간호사로, 콥이 고등학교 4학년이던 2005년 12월, 49세의 나이로 뇌졸중으로 사망했다.